# Заречное (Стрыйская городская община)
Заречное (укр. Зарічне) — село в Стрыйской городской общине Стрыйского района Львовской области Украины.
Население по переписи 2001 года составляло 546 человек. Занимает площадь 4,5 км². Почтовый индекс — 82450. Телефонный код — 3245.

## История
В 1946 году указом ПВС УССР село Баличи-Заречные переименовано в Заречное.